# Giave
Giave é uma comuna italiana da região da Sardenha, província de Sassari, com cerca de 692 habitantes. Estende-se por uma área de 46 km², tendo uma densidade populacional de 15 hab/km². Faz fronteira com Bonorva, Cheremule, Cossoine, Thiesi, Torralba.

## Demografia
| Variação demográfica do município entre 1861 e 2011                               |
|                                                                                   |
| Fonte: Istituto Nazionale di Statistica (ISTAT) - Elaboração gráfica da Wikipedia |